# Dombóvári Vanda
Dombóvári Vanda (Gyula, 1974. június 17. –) műsorvezető.

## Életpályája
Középiskolai tanulmányait a Szentesi Horváth Mihály Gimnáziumban végezte. Egyetemi tanulmányait a Pázmány Péter Katolikus Egyetem magyar-kommunikáció szakán bölcsészként végezte. Szakmai karrierje az MTV-ben indult, most  a RTL Klubnál műsorvezető.

## Műsorai
- Reggeli
- Dominónap
- MeneTrend
- TrendMánia
- KölyökKalauz
- Lifestyle
- ÉletmódKalauz
- Sztárbox

## Külső hivatkozások
- Dombóvári Vanda a PORT.hu-n (magyarul)
- Műsorvezető adatbázis